# العالمية السياسية

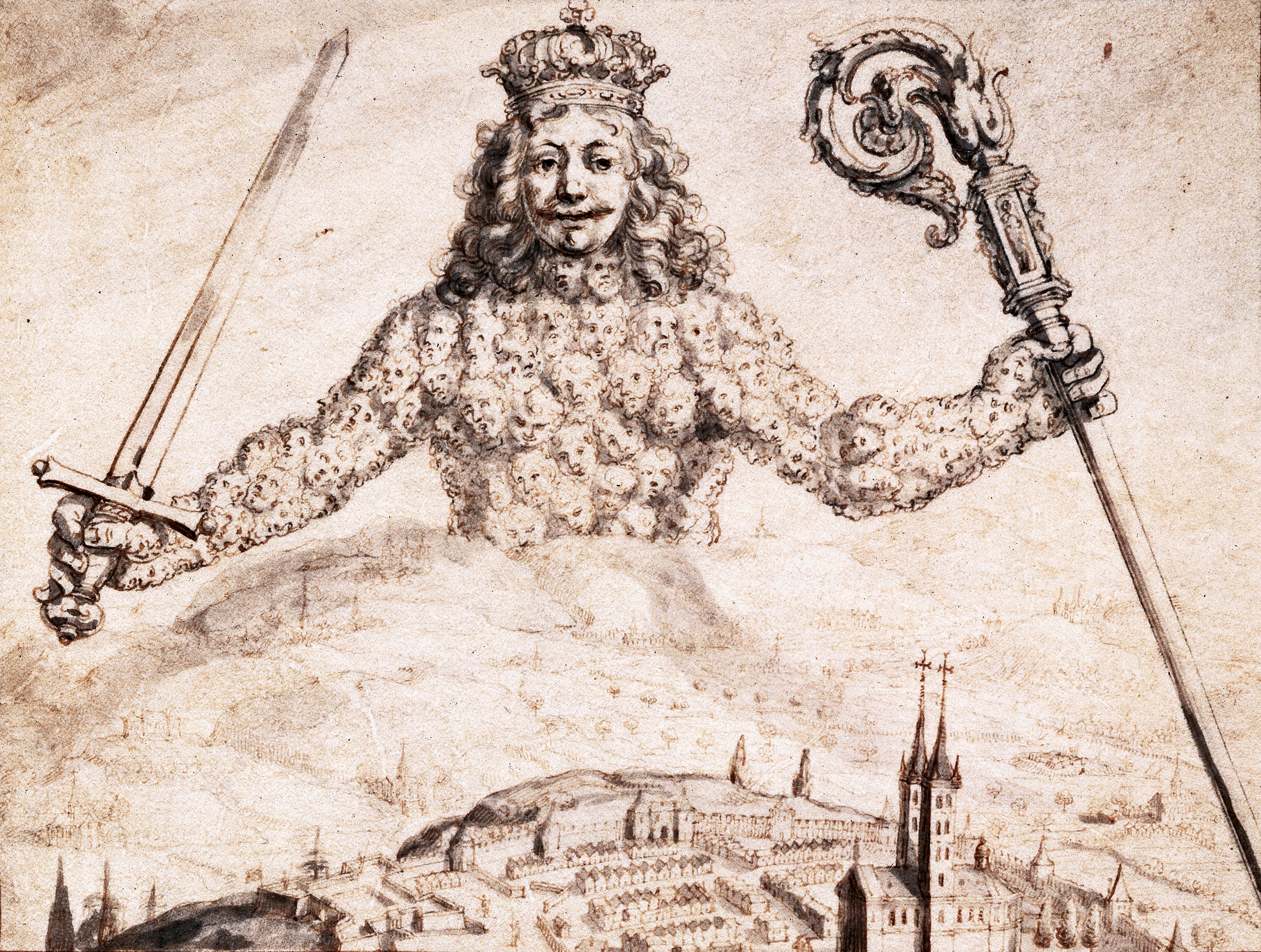

العالمية السياسية  أو العالمية هي صفة للسياسة الاقتصادية والخارجية المتوجهة نظريا إلى جميع بلدان العالم، بخلاف السياسة المحلية و‌الوطنية. ومن مظاهرها التواصل العالمي.